# Roma Metropolitane
Società per la realizzazione delle Metropolitane della Città di Roma a r.l. in liquidazione, nota in breve come Roma Metropolitane, è un'azienda pubblica italiana, soggetta alla direzione e al coordinamento dell'ente Roma Capitale che ne è socio unico, incaricata della progettazione e realizzazione di nuove linee per la metropolitana di Roma nonché della realizzazione di prolungamenti e ammodernamenti delle linee esistenti; si occupa anche di progettare e realizzare sistemi di mobilità alternativi.
Fu fondata nel 1997 come Servizi Operativi per la Mobilità S.r.l. sotto il controllo dell'agenzia della mobilità comunale Società Trasporti Automobilistici S.p.A. per poi essere acquistata dal comune nel 2004 ed aver assunto la denominazione di Società per la realizzazione delle Metropolitane della Città di Roma. Nei suoi anni di attività ha curato diversi progetti per il trasporto pubblico romano che hanno portato alla realizzazione della diramazione B1 della linea B, tra Bologna e Jonio, della linea C e del corridoio della mobilità EUR-Laurentina-Tor Pagnotta. La società ha inoltre disegnato diversi progetti tra cui i prolungamenti delle linee A, B e B1 della metropolitana, la realizzazione della linea D, il corridoio della mobilità EUR-Tor de' Cenci e il prolungamento del corridoio Laurentino fino a Trigoria, le funivie Battistini-Casalotti ed EUR Magliana-Villa Bonelli, la filovia Ponte Mammolo-Sant'Andrea, il people mover Jonio-Porta di Roma e la tranvia Anagnina-Torre Angela.

## Storia
Nell'ambito dei progetti per l'espansione della metropolitana di Roma il 7 novembre 1997 fu costituita la società Servizi Operativi per la Mobilità S.r.l. (SOM), interamente controllata dall'agenzia per la mobilità del comune di Roma Società Trasporti Automobilistici S.p.A. (STA). Con l'approvazione di un nuovo statuto nel 2003 furono definiti i primi due progetti fondamentali da affidare a SOM: la diramazione B1 della linea B della metropolitana, tra le fermate di Bologna e Conca d'Oro (poi prolungata a Jonio) e la nuova linea C, prima metropolitana dotata di convogli a guida autonoma e suddivisa inizialmente in sette tratte funzionali (da T1 a T7) e una diramazione (C1).
Con la deliberazione nº 97 del 24 maggio 2004 fu approvato l'acquisto da parte del comune dell'intero capitale sociale di SOM, ridenominata in Società per la realizzazione delle Metropolitane della Città di Roma, in forma breve Roma Metropolitane. L'azienda iniziò la sua attività nel 2005 con l'approvazione da parte del consiglio comunale della convenzione dei rapporti tra comune e società. Tra le competenze furono inserite quindi la progettazione e realizzazione dei prolungamenti e dell'ammodernamento della linea A, la realizzazione delle linee B1, C e D, oltre che la progettazione dei corridoi della mobilità per la rete filoviaria e altri sistemi di mobilità alternativa.
Nel 2019 con l'approvazione del bilancio d'esercizio del 2015 il socio unico Roma Capitale ha predisposto la liquidazione dell'azienda, che si sarebbe dovuta concludere entro il 2024 con l'apertura dell'ultima tratta finanziata della linea C tra San Giovanni e Fori Imperiali. Nel corso del 2021, tuttavia, l'ente comunale è tornato sui propri passi approvando i progetti di bilancio per gli anni 2016, 2017 e 2018 e richiedendo all'azienda di predisporre un piano di risanamento economico-industriale, con la possibilità di rivedere assetto e competenze con la società Roma Servizi per la Mobilità.